# Crassula badspoortensis
Crassula badspoortensis (лат.) — вид суккулентных растений рода Толстянка (Crassula) семейства Толстянковые (Crassulaceae), естественно произрастающий на территории Капской провинции Южно-Африканской Республики.

## Название
Родовое латинское название Crassula происходит от латинского слова crassus, — «толстый», в основном из-за присутствия у растений этого рода сочных листьев.
Видовой латинский эпитет badspoortensis связан с местностью Badspoort, расположенной рядом с Калицдорпом (Calitzdorp), в провинции Западный Кейп, Южная Африка.

## Ботаническое описание
Раскидистые кустарники, редкие (3-8-ветвистые), достигающие высоты до 100 мм и диаметра до 400 мм. Стебли имеют диаметр 3-4 мм, раскидистые и свисающие; узлы длиной 6-10 мм. Листья сидячие, широкояйцевидные (20-35 х 20-35 мм), от плоских до слегка двояковыпуклых. Они перегнуты и раскидисты под прямым углом, но слегка восходящие и изогнуты вперед, сросшиеся и стеблевидные в основании. Поверхность гладкая, от сизоватого до беловато-зеленого цвета, с цельными краями; гидатоды сосредоточены к краям, уплощены в дорзивентральном направлении, резко сужены примерно до 4 мм вблизи основания, слегка выпуклые, от сизовато-серого до бело-зеленого цвета; вершина подострая, влагалище образовано частичным срастанием смыкающихся оснований листьев.
Соцветие — короткий округлый тирс длиной до 40 мм, диаметром до 65 мм с многочисленными пятичленными цветоножками в дихазиях; цветонос нечеткий из-за постепенного перехода в прицветники; нижние прицветники 8 х 5 мм, становятся мельче (2 х 1 мм) на соцветии, треугольно-яйцевидной формы. Цветки звездчатые, диаметром до 4,5 мм, белые; цветоножки 2-5 мм длиной. Чашечка: доли треугольные 1,3 х 0,8 мм, вершины острые. Венчик: доли 3,5 х 1,0 мм, ланцетно-ланцетные, загнутые, вершины от тупых до подострых. Тычинки: пыльники темно-бордовые, 0,2 мм длиной; пыльца желтая. Чешуйки усеченные, диаметром 0,3 мм, высотой 0,2 мм, толстые и мясистые, желтовато-оранжевые. Плодолистики 2 мм длиной, с бутылкообразными завязями, суженными наружу в короткие столбики, внутренняя сторона завязи бороздчатая.

## Таксономия
Растение тесно связано с Crassula perforata, видом, характеризующимся высокой вариабельностью и широким распространением от Вустера в Западном Кейпе до центральной части Квазулу-Натала. Crassula badspoortensis отличается от Crassula perforata значительно крупными широкояйцевидными листьями и коротким, округлым тирсом с цветками, обладающими цветоножками длиной 2-5 мм. Несмотря на высокую вариабельность Crassula perforata с многочисленными местными формами (Tolken 1977, 1985) и симпатрическое распределение с Crassula badspoortensis, последний представляет собой уникальный и относительно стабильный вид, и гибридизация между двумя таксонами не наблюдается. Crassula perforata и Crassula badspoortensis также имеют сходство с Crassula sladenii, который обладает аналогичным округлым тирсом и цветоножками, но встречается только в Рихтерсвелде (Северный Кейп) и на юге Намибии.
Crassula badspoortensis van Jaarsv., первое упоминание в Aloë 38: 29 (2001).